# Miss Porter’s School
Miss Porter’s School ist eine auf das College vorbereitende Schule für Mädchen in Farmington, im US-Bundesstaat Connecticut. Die Schulstiftung hat derzeit einen Marktwert von 95 Millionen US-Dollar.

## Geschichte

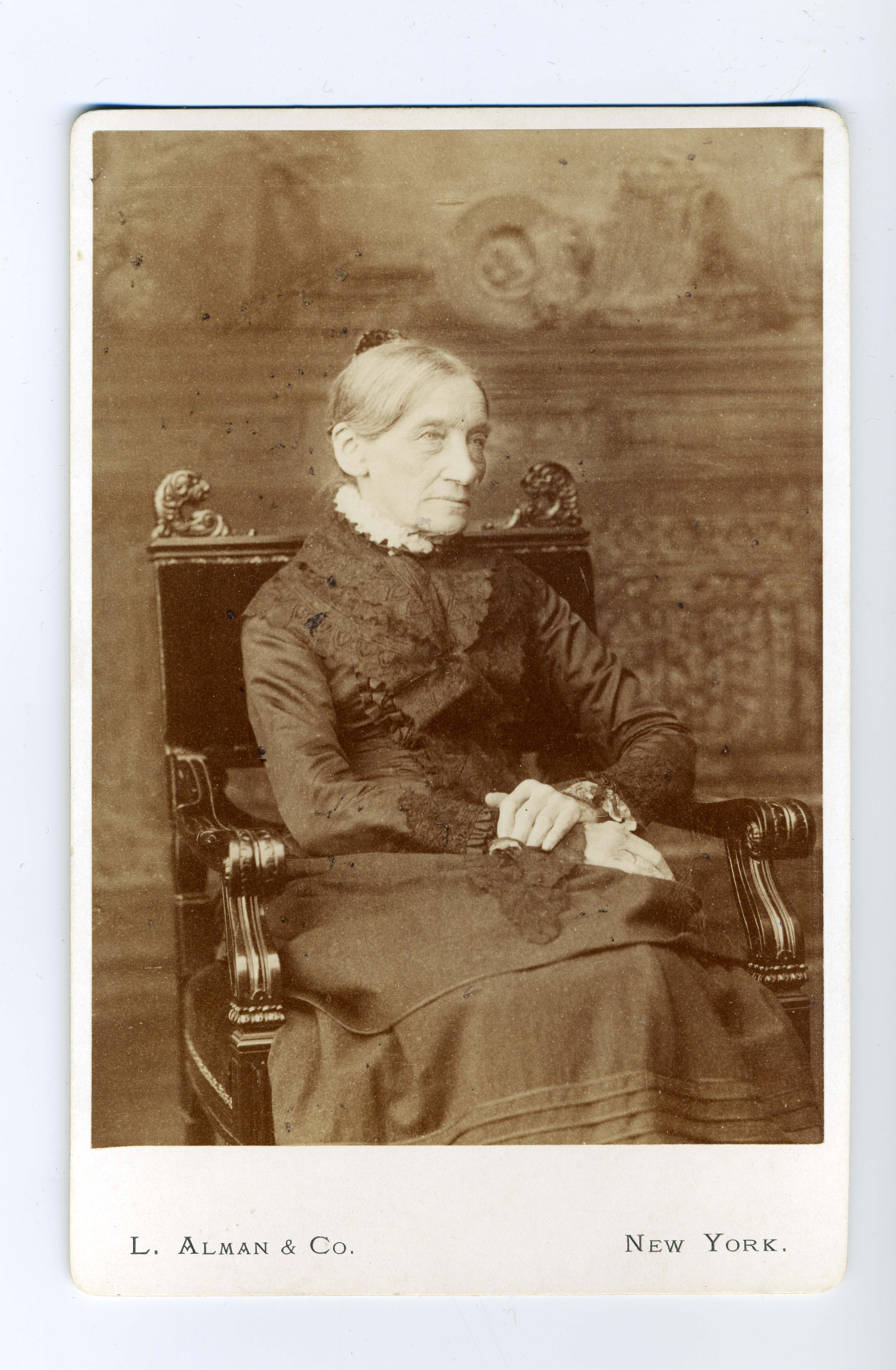
Sarah Porter, Gründerin der Schule

Sarah Porter (* 17. August 1813 in Farmington; † 18. Februar 1900 ebenda) war eine bekannte US-amerikanische Erzieherin und Gründerin der renommierten Privatschule für Mädchen.
Sarah Porter war die Tochter des Gemeindevorstehers und Predigers Noah Porter (1781–1866) und seiner Frau Mehitable „Hetty“ Meigs (1786–1874). Sie studierte an der Farmington Akademie und später am Yale College, einem der Colleges der Yale University. Als Professorin unterrichtete sie später an Schulen in Massachusetts, New York und in Pennsylvania. Nach ihrer Rückkehr nach Farmington gründete sie 1843 das Mädchen-College Miss Porter’s School, dieses gehört zu den ersten Colleges für Frauen in den Vereinigten Staaten. Sarah Porter galt als Gegnerin des Frauenwahlrechts, aber war eine Förderin der Bildung junger Frauen. Ihr älterer Bruder, Noah Porter (1811–1892), war im Zeitraum von 1871 bis 1886 Präsident am Yale College.

## Berühmte Absolventinnen
- 1886 Edith Hamilton
- 1888 Alice Hamilton
- 1888 Theodate Pope Riddle
- 1897 Ruth McCormick-Simms
- 1919 Dorothy Walker Bush
- 1925 Helen Coley Nauts
- 1930 Barbara Hutton
- 1935 Edith Bouvier Beale
- 1938 Gene Tierney
- 1938 Anne Cox Chambers
- 1941 Ellen Violett
- 1943 Letitia Baldrige
- 1947 Jacqueline Kennedy Onassis
- 1949 Lilly Pulitzer
- 1955 Pema Chödrön
- 1955 Barbara Babcock
- 1964 Milbrey Rennie Taylor
- 1969 Heidi Ettinger
- 1972 Elizabeth May
- 1977 Dorothy Bush Koch
- 1980 Suzannah Grant Hendrickson
- Dina Merrill
- Brenda Frazier
- Gloria Laura Vanderbilt